# Patrick Gibson (Schauspieler)

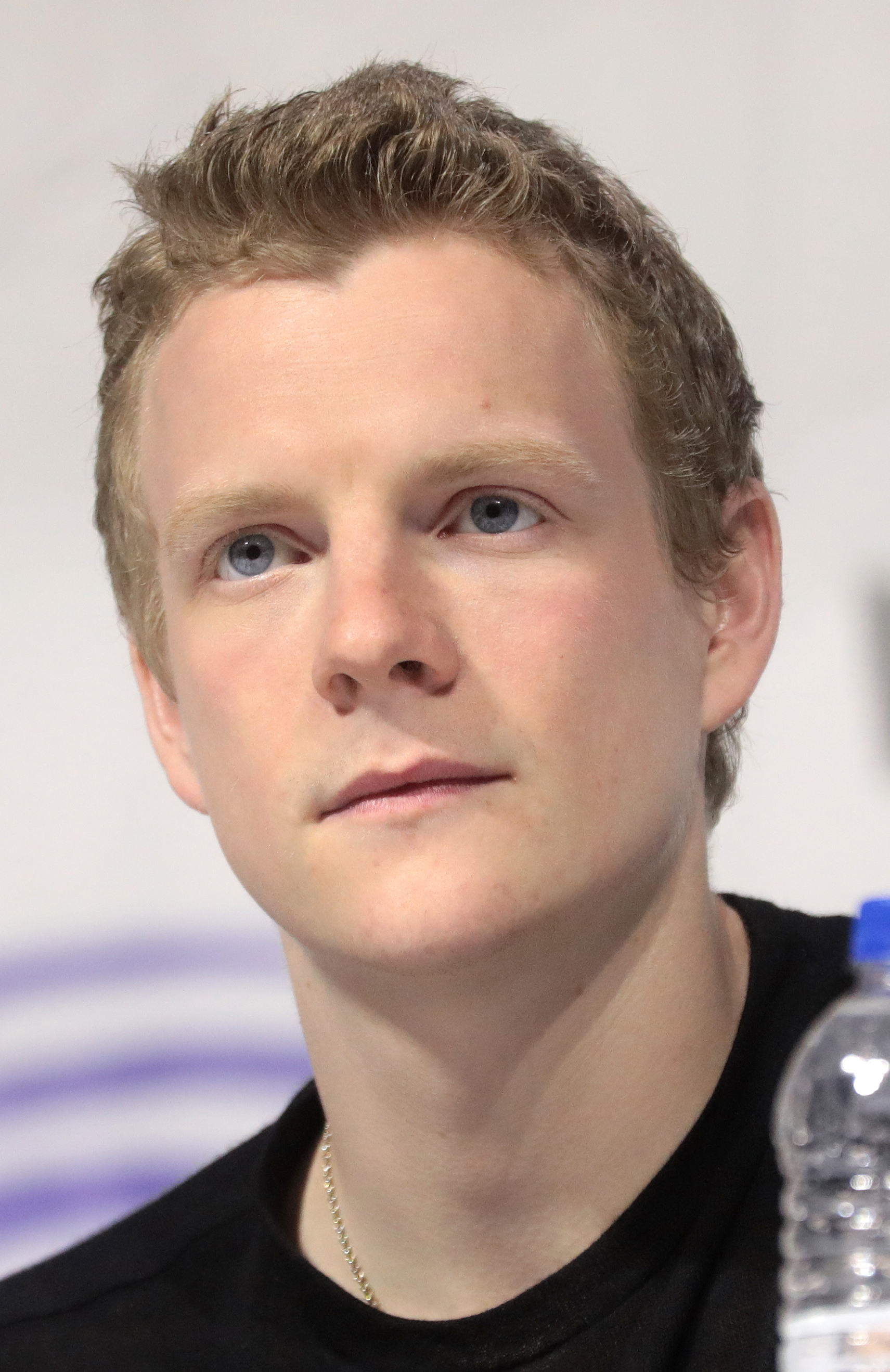
Patrick Gibson auf der WonderCon 2019

Patrick Leo Kenny-Gibson (* 19. April 1995) ist ein irischer Schauspieler.

## Leben und Karriere
Patrick Gibson wurde als Sohn eines Schauspielers und einer Mitarbeiterin im Marketing geboren. Nach dem Schulabschluss studierte er kurzzeitig Philosophie am Trinity College Dublin, was er aber, dem Wunsch, Schauspieler zu werden geschuldet, vorzeitig abbrach. 2002 stand er für den Kurzfilm Bye Bye Inkhead bereits erstmals vor der Kamera. 2009 bekam er eine kleine Rolle in der Serie Die Tudors. Nach Auftritten in den Serien Primeval – Rückkehr der Urzeitmonster und Neverland – Reise in das Land der Abenteuer wurde er für die irische Filmproduktion What Richard Did in der Rolle des Jake besetzt, die 2012 uraufgeführt wurde. 2014 spielte er die Hauptfigur Thomas Edwards in der britisch-polnischen-Serienproduktion Generation der Verdammten.
2016 war er als Rex im Filmdrama Ihre beste Stunde – Drehbuch einer Heldin zu sehen. Im selben Jahr wurde er in der Mysteryserie The OA des Streaminganbieters Netflix in der Rolle des drogendealenden Steve Winchell in einer der Hauptrollen besetzt. Zu dieser Zeit brach er sein Studium an der Universität in Dublin ab. 2017 spielte er eine Nebenrolle in der Miniserie The White Princess. Im Dezember 2018 stand er für das Stück Sweat des Autors Lynn Nottage am Donmar Warehouse in London erstmals am Theater auf der Bühne. Für die Darstellung der Figur Jason erhielt er großes Kritikerlob. Ebenfalls 2018 stellte er in einer Nebenrolle im Thriller The Darkest Minds – Die Überlebenden die Figur Clancy Gray dar. In der 2019 veröffentlichten Verfilmung des Lebens J.R.R. Tolkiens stellte Gibson Robert Gilson dar. 
Neben seinem Beruf als Schauspieler arbeitet Gibson auch regelmäßig als Model. Er ist mit der Influencerin und Designerin Joanna Kuchta liiert.

## Filmografie (Auswahl)
- 2002: Bye Bye Inkhead (Kurzfilm)
- 2007: Sherlock Holmes and the Baker Street Irregulars (Fernsehfilm)
- 2009: Die Tudors (The Tudors, Fernsehserie, 3 Episoden)
- 2011: Primeval – Rückkehr der Urzeitmonster (Primeval, Fernsehserie, Episode 4x04)
- 2011: Neverland – Reise in das Land der Abenteuer (Neverland, Miniserie, 2 Episoden)
- 2012: What Richard Did
- 2014: Gold
- 2014: Generation der Verdammten (The Passing Bells, Miniserie, 5 Episoden)
- 2015: Cherry Tree
- 2016: Property of the State
- 2016: Ihre beste Stunde – Drehbuch einer Heldin (Their Finest)
- 2016–2019: The OA (Fernsehserie, 24 Episoden)
- 2017: Guerrilla (Miniserie, 3 Episoden)
- 2017: The White Princess (Miniserie, 4 Episoden)
- 2018: In a Relationship
- 2018: The Darkest Minds – Die Überlebenden (The Darkest Minds)
- 2019: Tolkien
- 2019: The Spanish Princess (Miniserie, 2 Episoden)
- 2021: Before We Die (Fernsehserie, 7 Episoden)
- 2022: Good Girl Jane
- 2023: Shadow and Bone – Legenden der Grisha (Shadow and Bone, Fernsehserie, 8 Episoden)
- 2023: The Portable Door
- 2024–2025: Dexter: Original Sin (Fernsehserie)

## Videospiele (Auswahl)
- 2026: 007 First Light